# Frea haroldi
Frea haroldi es una especie de escarabajo longicornio del género Frea, tribu Ceroplesini, familia Cerambycidae. Fue descrita científicamente por Quedenfeldt en 1883.
Se distribuye por Camerún, Gabón, República Democrática del Congo y República del Congo. La especie mide 9-14 milímetros de longitud. El período de vuelo ocurre en los meses de julio, agosto, octubre, noviembre y diciembre. Se alimenta de plantas de la familia Rubiaceae.